# Iximbai
Iximbai (en rus Ишимбай; en baixkir Ишембай) és una ciutat de Rússia, de la República de Baixkíria o Baixkortostan. Fou fundada el 1932 i va rebre el títol de ciutat el 1940. És una ciutat portuària als rius Bélaia i Tairuk. Segons el cens del 2008 tenia 74.300 habitants.